# Expédition Lewis et Clark
Pour les articles homonymes, voir Lewis and Clark.

Le trajet de l'expédition.

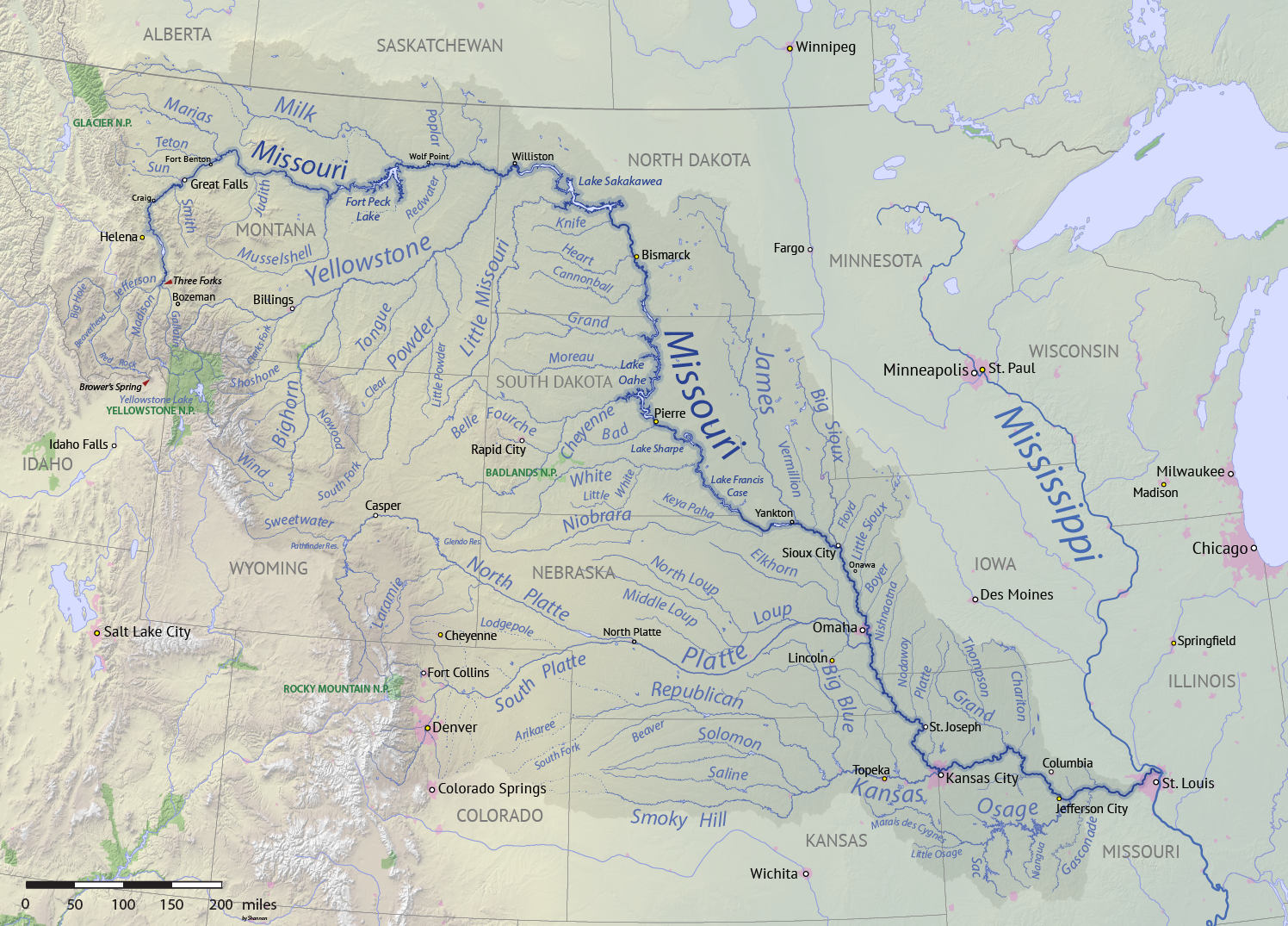
Le Missouri et ses affluents.

L’expédition Lewis et Clark (de 1804 à 1806) est la première expédition terrestre américaine à traverser le futur territoire des États-Unis jusqu'à la côte pacifique. Thomas Jefferson, troisième président des États-Unis de 1801 à 1809, avait convaincu le Congrès d'attribuer 2 500 dollars de l'époque au projet.
Meriwether Lewis et William Clark sont les chefs de l'expédition et donneront leur nom à celle-ci. Clark et 30 membres partent de Camp Dubois, dans l'actuel Illinois, le 14 mai 1804 et rencontrent Lewis et dix autres membres du groupe à Saint-Louis dans le Missouri. L'expédition atteint l'océan Pacifique en 1805. Le voyage de retour commence le 23 mars 1806 et s'achève le 23 septembre de la même année.
Le succès de l'expédition est dû en grande partie à la présence d'une Native qui s'appelait Sacagawea, une guide et interprète shoshone (sioux) et de Toussaint Charbonneau, un trappeur canadien-français qui épouse Sacagawea à l'âge de 15 ans. Malgré les dangers encourus durant le voyage (rapides du Missouri, faim, froid, attaques d'ours, hostilité des Amérindiens), il n'y eut qu'un seul mort, le sergent Charles Floyd. Il succomba à une maladie dès le début de l'expédition en août 1804.

## Préparation et objectifs de l'expédition

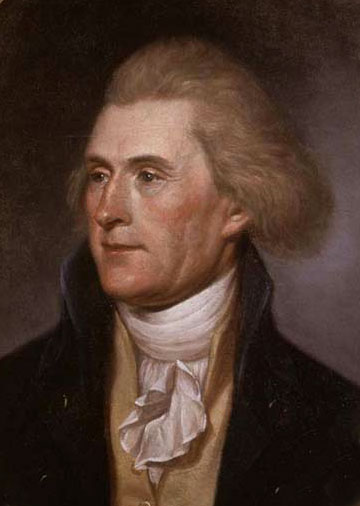
Thomas Jefferson, président des États-Unis et initiateur de l'expédition.

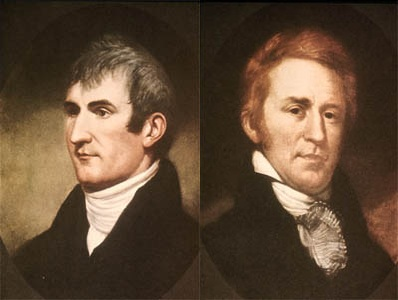
Portraits de Meriwether Lewis et de William Clark, vers 1807, par Charles Willson Peale.

La traversée vers l'ouest des États-Unis a été au départ rêvée par Thomas Jefferson. En effet, c'est en 1802 qu'il a pris les premiers contacts avec l'ambassadeur d'Espagne pour connaître la réaction du gouvernement espagnol si une expédition scientifique pour découvrir le cours du Missouri était organisée. L’ambassadeur d'Espagne, Carlos Martínez de Irujo, 1er marquis de Casa Irujo, qui était encore responsable de la Louisiane en attendant le transfert effectif de souveraineté à la France (à la suite du traité de San Ildefonso) répondit que l'Espagne n'accepterait pas cela.
La vente de la Louisiane par la France aux États-Unis en 1803 survient dans un contexte d'intérêt grandissant pour l'exploration vers l'ouest. Quelques semaines auparavant, le président en exercice, Jefferson, obtenait du Congrès une subvention de 2 500 dollars afin d'envoyer des officiers explorer l'Ouest « sauvage ». Ce dernier imaginait qu'on trouverait des mammouths, des volcans et des montagnes de sel. Il recherchait également un « passage vers l'Ouest » : une interconnexion des fleuves permettant d'ouvrir une route commerciale vers le Pacifique.
L'expédition devait permettre l'étude des tribus amérindiennes, de la flore, de la faune et de la géologie de ces contrées. L'objectif était également d'évaluer la présence des trappeurs et des chasseurs britanniques et canadiens dans ce secteur. La mission assignée à Lewis par Jefferson consistait à trouver des fleuves navigables, en vue de développer le commerce vers l'océan Pacifique. Des témoignages de trappeurs avaient déjà indiqué que le Missouri prenait sa source dans les montagnes Rocheuses, et qu'il existait un autre fleuve plus à l'ouest qui se jetait dans le Pacifique. En 1792, Robert Gray, un marchand américain, avait reconnu l'estuaire d'un fleuve qu'il baptisa « Columbia ».
Alexander MacKenzie avait déjà exploré l'Amérique du Nord en 1793 et atteint le Pacifique en traversant les montagnes Rocheuses canadiennes.
Jefferson choisit son ancien secrétaire particulier, le capitaine Meriwether Lewis, pour mener l'expédition. Lewis choisit quant à lui William Clark comme partenaire dans cette aventure. Ce dernier avait des compétences en navigation fluviale et en géographie. Bien que Clark n'ait été, au regard de l'armée américaine, que lieutenant en second, Lewis le considéra toujours comme son égal et partagea avec lui le commandement de l'expédition.
Dès 1803, Lewis étudia à Philadelphie les informations consignées dans les journaux des trappeurs et des marchands qui avaient visité l'Ouest, notamment le Journal de voyage sur le Haut Missouri, rédigé par l'explorateur et trappeur Jean-Baptiste Truteau. Le 5 juillet 1803, il quitte Washington D.C., rassemble des armes, construit un grand bateau puis descend l'Ohio. Clark le rejoint à Clarksville dans l'Indiana. En décembre 1803, 45 hommes sont rassemblés à Saint-Louis : neuf viennent du Kentucky, 21 hommes appartiennent à l'armée, il y a aussi deux Français (Cruzatte et Labiche) et neuf bateliers. On apporte quelques cadeaux pour les Amérindiens (des hameçons, des miroirs de poche, des rouleaux de toile, de la pacotille, du tabac, des couteaux, des boutons de cuivre, de l'alcool et du matériel d'artisanat). Lewis achète et embarque un fusil Girandoni à air comprimé à répétition qui peut tirer 30 coups à 100 m en 30 secondes. Il en fera la démonstration à chaque rencontre avec de nouveaux groupes Amérindiens et ce fusil est crédité comme ayant grandement participé à ce que l'expédition ne soit jamais attaquée sérieusement par les Amérindiens. Trois embarcations partent de Saint-Louis : la principale mesure environ 16 m. Les deux autres sont de petits canots.

## Une aventure difficile

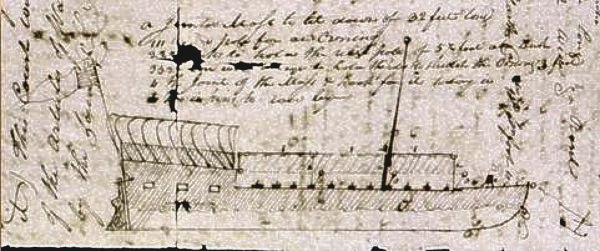
Quillard, tel qu'il est utilisé sur les rivières Ohio et Missouri au XIXe siècle, croquis à partir des notes de terrain de William Clark, du 21 janvier 1804.

Voir la chronologie de l’expédition de Lewis et Clark à travers le continent nord-américain (1803-1806),.

### Le voyage aller
Le corps expéditionnaire comptait 33 membres au départ de Camp Dubois, situé aujourd'hui à côté de Hartford, dans l'Illinois. Il se mit en route le 14 mai 1804, sans publicité, et rejoint Lewis à Saint-Charles dans le Missouri le 20 mai. L'expédition continua son chemin en passant par les sites des futures Kansas City et Omaha, traversa les montagnes Rocheuses et descendit la Clearwater, la Snake et la Columbia. Elle passa par les chutes de Celilo et l'emplacement de Portland. Elle atteint l'océan Pacifique en décembre 1805. Lewis put observer le mont Hood. Clark grava sur un tronc de pin les mots suivants : William Clark December 3rd 1805. By land from the U.States in 1804 & 1805 c'est-à-dire « William Clark, 3 décembre 1805, arrivé des États-Unis par le continent en 1804-1805 ». L'expédition décida de passer l'hiver sur la rive sud de la Columbia et construisit le fort Clatsop près de l'actuelle Astoria dans l'Oregon.

### Chronologie du voyage aller

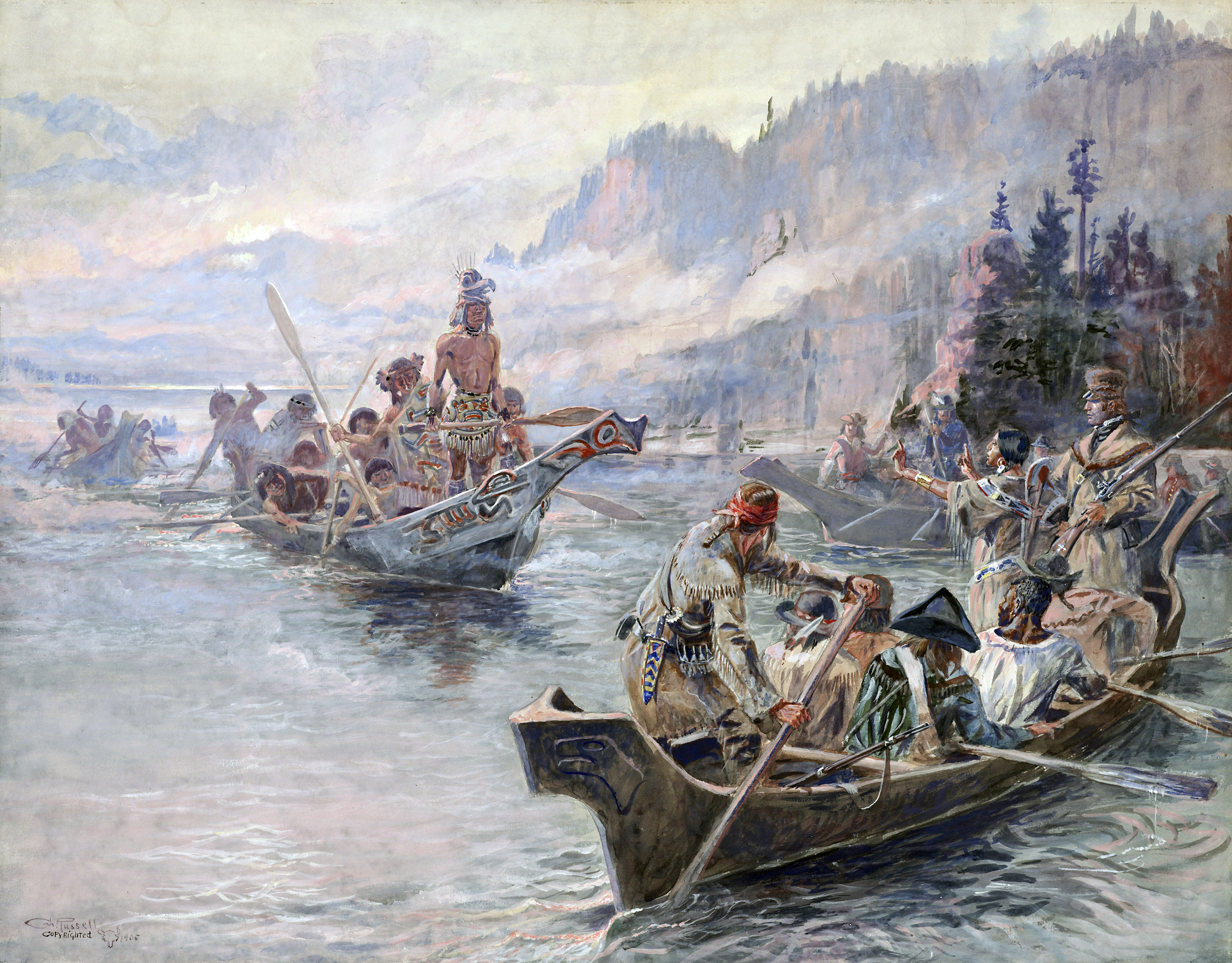
Lewis et Clark sur la rivière Columbia pourchassé par des indiens, peint par Charles Marion Russell.

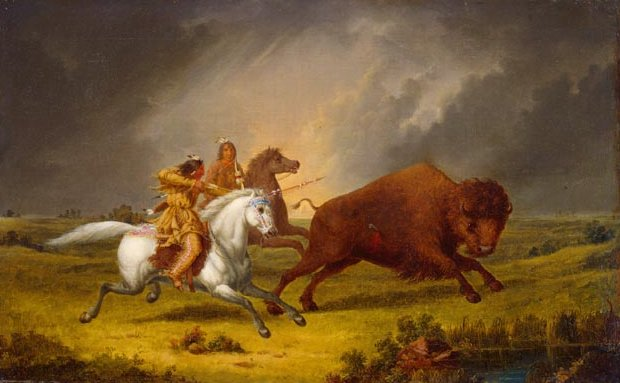
Paul Kane, Assiniboine hunting buffalo, huile sur toile, 46×73.7 cm, (1851-1856).

- 12 décembre 1803 - 14 mai 1804 : camp d'hiver à Camp Dubois, qui était situé près de l'actuelle Hartford dans l'Illinois, près de l'embouchure de la rivière Missouri.
- 14 mai 1804 : départ de l'expédition Lewis et Clark[9] à partir de Camp Dubois.
- 25 mai 1804 : La Charrette, le dernier établissement blanc sur le cours d'eau. Le groupe passait ses nuits sur des sites protégés d'éventuelles attaques indiennes. Des hommes étaient chargés de monter la garde.

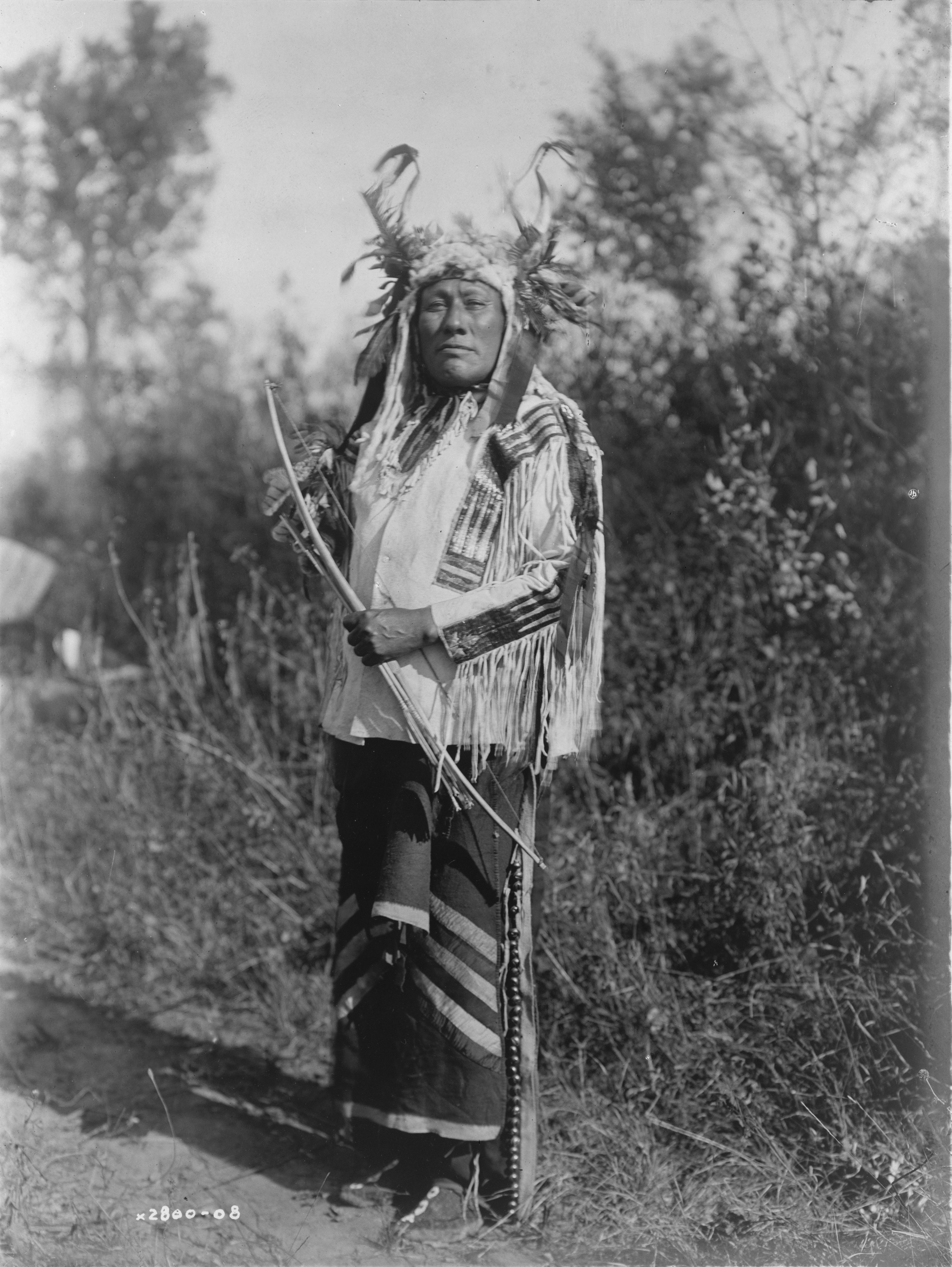
Sioux : Long Time Dog, portrait en pied, portant une coiffure, une chemise en peau de daim, vers 1908, photo d'Edward Sheriff Curtis.

- 12 juin 1804 : rencontre avec des Sioux et un Canadien français du nom de Dorion qui rejoint l'expédition avec ses fils.
- 26 juin 1804 : rivière Kansas.
- 20 juillet 1804 : les hommes souffrent de la dysenterie et de furoncles.
- 31 juillet 1804 : rivière Platte.
- 2-3 août 1804 : rencontre avec les Otos et les Missouris. Les deux groupes s'échangent des cadeaux[10]. Conseil à Council Bluffs, en face de l'actuelle Omaha.
- 13 août 1804 : découverte de trois cents cabanes incendiées par les Mahas (Omahas) qui ont massacré les leurs[Qui ?] à cause d'une épidémie de petite vérole et de l'alcoolisme.
- 20 août 1804 : le sergent Charles Floyd meurt, sans doute d'une appendicite. On baptise une rivière de son nom. Ce sera l'unique mort de l'expédition.
- 27 août 1804 : le sergent Pryor est envoyé en éclaireur chez les Sioux Yanktons qui lui offrent du chien et avertissent les explorateurs de la menace des Sioux Tetons.
- 23 septembre 1804 : menaces des Sioux Tetons. L'un de leurs chefs réclame un bateau en guise de droit de passage.
- 14 octobre 1804 : John Newman est fouetté pour paroles séditieuses.
- 27 octobre 1804 : l'expédition passe l'hiver à Fort Mandan (dans l’actuel Dakota du Nord), situé à côté de l'actuelle Washburn. Les hommes réparent leur équipement, commercent avec les Indiens et chassent. Lewis et Clark recueillent des informations sur les Mandans et leurs voisins les Hidatsas. C'est ici que l'Amérindienne Sacagawea, qui avait été enlevée par les Hidatsas (ou Minnetarees), et son époux canadien-français Toussaint Charbonneau rejoignent le groupe et le guident vers l'ouest. Lewis observe les mœurs des Indiens et leur façon de chasser les bisons : il constate qu'ils mettent le feu à la prairie pour les effrayer.
- 11 février 1805 : Sacagawea met au monde difficilement un garçon prénommé Jean-Baptiste. Pour faciliter l'accouchement, Jesseau lui donne deux anneaux de grelot de serpent à sonnette réduit en poudre dans un peu d'eau.
- 14 février 1805 : vol de chevaux par les Sioux.
- 27 février 1805 : construction de petits canots.
- 7 avril 1805 : après la fonte des glaces, l'expédition quitte Fort Mandan[8]. Lewis renvoie une partie de ses hommes vers Saint-Louis, sur la grande embarcation. Ils sont chargés de rapporter 108 spécimens botaniques, 68 minéraux et des cartes. Le reste de l'expédition continue de remonter le Missouri, composée de 32 personnes.
- 12 avril 1805 : Petit Missouri.
- 26 avril 1805 : rivière Yellowstone.
- 29 avril 1805 : deux grizzlis attaquent l'expédition. L'un est blessé mais réussit à s'enfuir. L'autre prend en chasse Meriwether Lewis avant qu'on ne l'abatte. Au début du mois de mai, l'une des pirogues chavire et Sacagewea réussit à sauver de justesse le journal de l'expédition.
- 26 mai 1805 : Meriwether Lewis aperçoit les montagnes Rocheuses pour la première fois.
- 3 juin 1805 : l'expédition doit choisir entre deux cours d'eau : alors les capitaines pensent qu'il faut prendre celui du sud, le reste des hommes préfèrent celui du nord. Meriwether Lewis décida alors de partir avec trois hommes pour reconnaître les chutes du Missouri.
- 13 juin 1805 : grandes chutes du Missouri (Great Falls, Montana) ; le spectacle est grandiose mais la navigation est difficile car la rivière devient peu profonde et les rochers sont nombreux. Le franchissement des chutes une semaine plus tard, fut un des passages les plus difficiles du voyage.

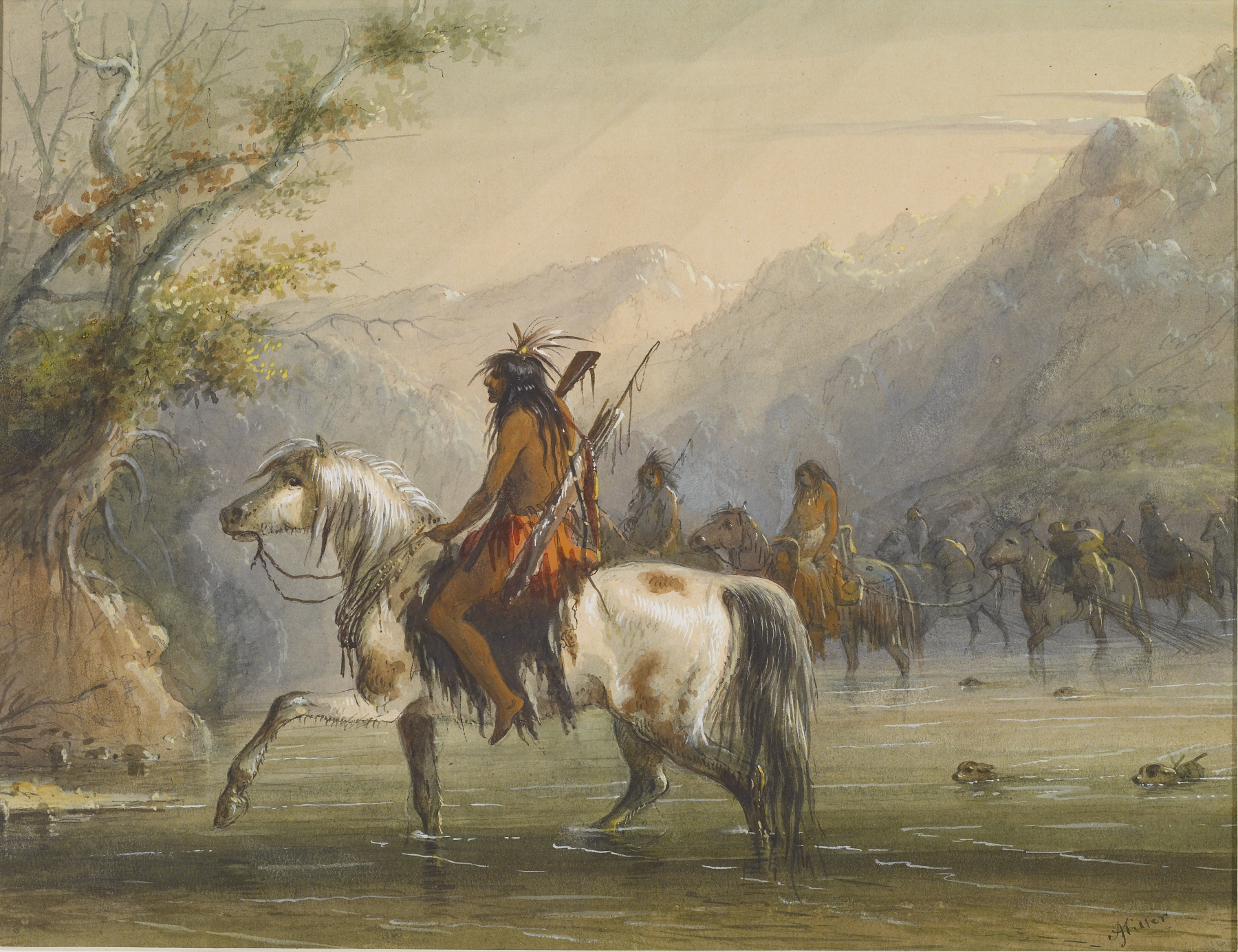
Alfred Jacob Miller Passage à gué de la rivière, indiens Shoshones, entre 1858-1860, aquarelle sur papier,, Walters Art Museum, Baltimore.

- Juillet 1805 : territoire des Shoshones.
- 11 août 1805 : rencontre avec le premier Shoshone. Le chef Cameahwait, qui s'avère être le frère de Sacagawea, fournit des chevaux et une mule sans lesquels l'expédition n'aurait pas pu continuer.
- 3 septembre 1805 : premières neiges.
- 14 septembre 1805 : la faim se fait sentir dans la chaîne des Bitterroots : Meriwether Lewis est obligé d'abattre un cheval.
- 20 septembre 1805 : les Amérindiens Nez-Percés offrent du poisson et des racines aux membres de l’expédition.
- 7 octobre 1805 : rivière Kooskooskee (Clearwater River).
- 10 octobre 1805 : Snake River.
- 16 octobre 1805 : arrivée sur le Columbia et rencontre avec les Amérindiens Wanapums qui consomment du saumon.
- 7 novembre 1805 : l'océan Pacifique est en vue, mais la descente se révèle difficile.

### Le voyage retour
Les explorateurs se mirent en route le 23 mars 1806 pour le voyage retour : l'expédition remonta la Columbia au prix d'efforts importants. Elle fut harcelée par les Chinookans. Un mois après leur départ, les hommes décidèrent d'abandonner l'idée de remonter le fleuve à l'aide de canots et préférèrent aller à cheval. Ils passèrent le mois de mai chez les Nez-Percés à Camp Choppunish. Incapables de traverser les monts Bitterroot enneigés, ils retournèrent chercher l'aide d'un guide chez les Nez-Percés. Le 30 juin, l’expédition se scinda en deux groupes : Lewis accompagné de neuf hommes explorèrent la Marias River vers le nord, alors que Clark et les autres se dirigèrent vers le sud en suivant la rivière Yellowstone. Le 26 juillet, Lewis rencontra les indiens Blackfeet. Le 11 août, lors d'une partie de chasse, Lewis fut blessé à la cuisse. Les deux groupes se retrouvèrent pour descendre le Missouri. Le 17 août, l’expédition retourne au confluent de la Knife River et du Missouri sur l'actuel site historique national de Knife River Indian Villages. Ils arrivèrent le 23 septembre 1806 à Saint-Louis où ils furent accueillis par des centaines de personnes.

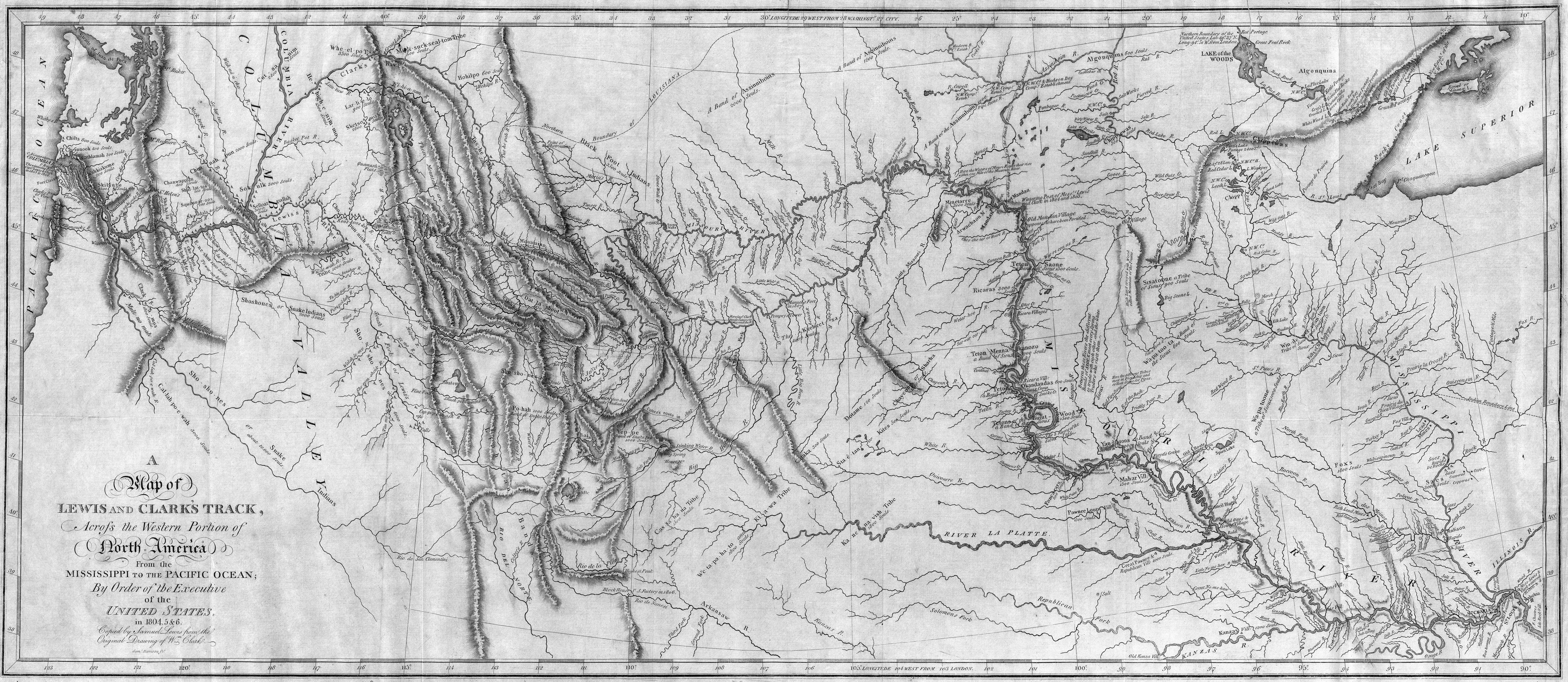
Carte dressée par l'expédition Lewis et Clark et publiée en 1814.

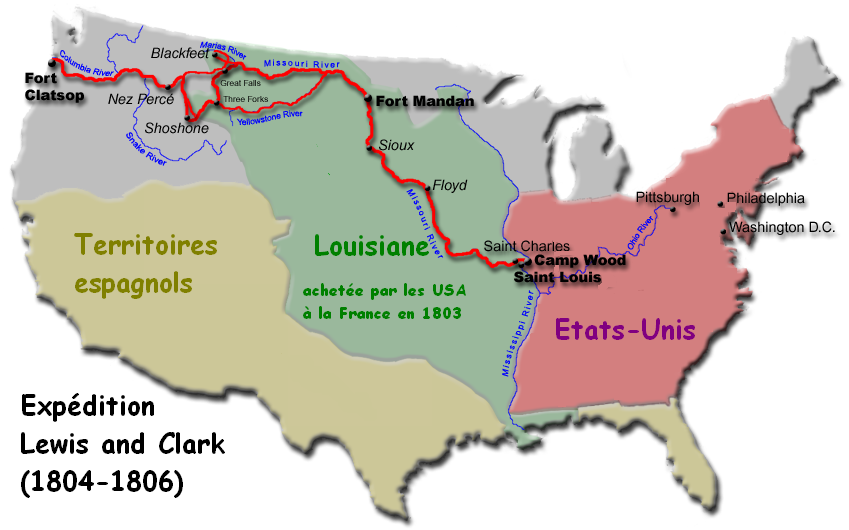
Route et zone géographique de l’expédition, d’est en ouest de Lewis et Clark.

## Bilan
- L'expédition a considérablement fait progresser la connaissance de la géographie de l'Ouest nord-américain (établissement de cartes comportant les rivières et les montagnes les plus importantes)[11].
- Quelque 178 plantes et 122 espèces et sous-espèces d'animaux ont été observées et décrites.
- Une cinquantaine de tribus amérindiennes ont été rencontrées et identifiées.
- L'expédition a favorisé le commerce euro-américain de peaux dans l'Ouest, elle a ouvert des relations diplomatiques avec les Amérindiens et établi un précédent pour l'exploration de l'armée dans l'Ouest.
- L'expédition a renforcé la revendication fédérale sur le territoire de l'Oregon, elle a attiré l'attention des médias sur l'Ouest.
- Elle a permis le processus de colonisation par des populations essentiellement d’origine européenne et le gouvernement des États-Unis, au XIXe siècle, de l'immense territoire qui s'étend en Amérique du Nord entre le Mississippi et l'océan Pacifique, habité jusqu'alors par les peuples amérindiens. L’idée d’une « terre promise » à l’ouest grandit parmi la population de l’Est. Dans les années 1840, la croyance en un droit quasi‑divin du peuple américain de s’approprier les terres de l’Ouest, malgré les Amérindiens ou les autres nations, prend le nom de « Destinée manifeste »[12].

## Les membres de l'expédition

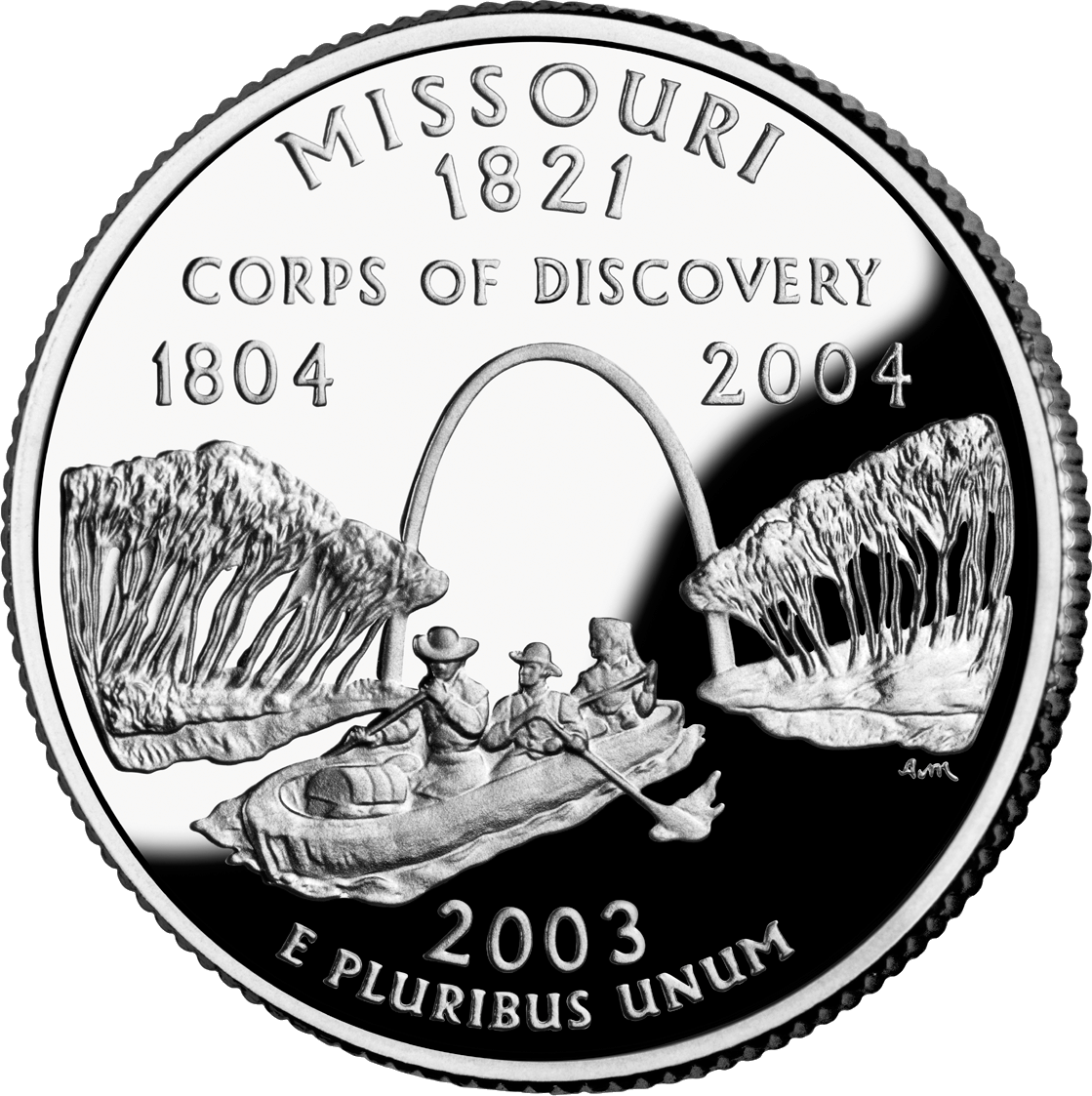
Pièce commémorative de l'expédition.

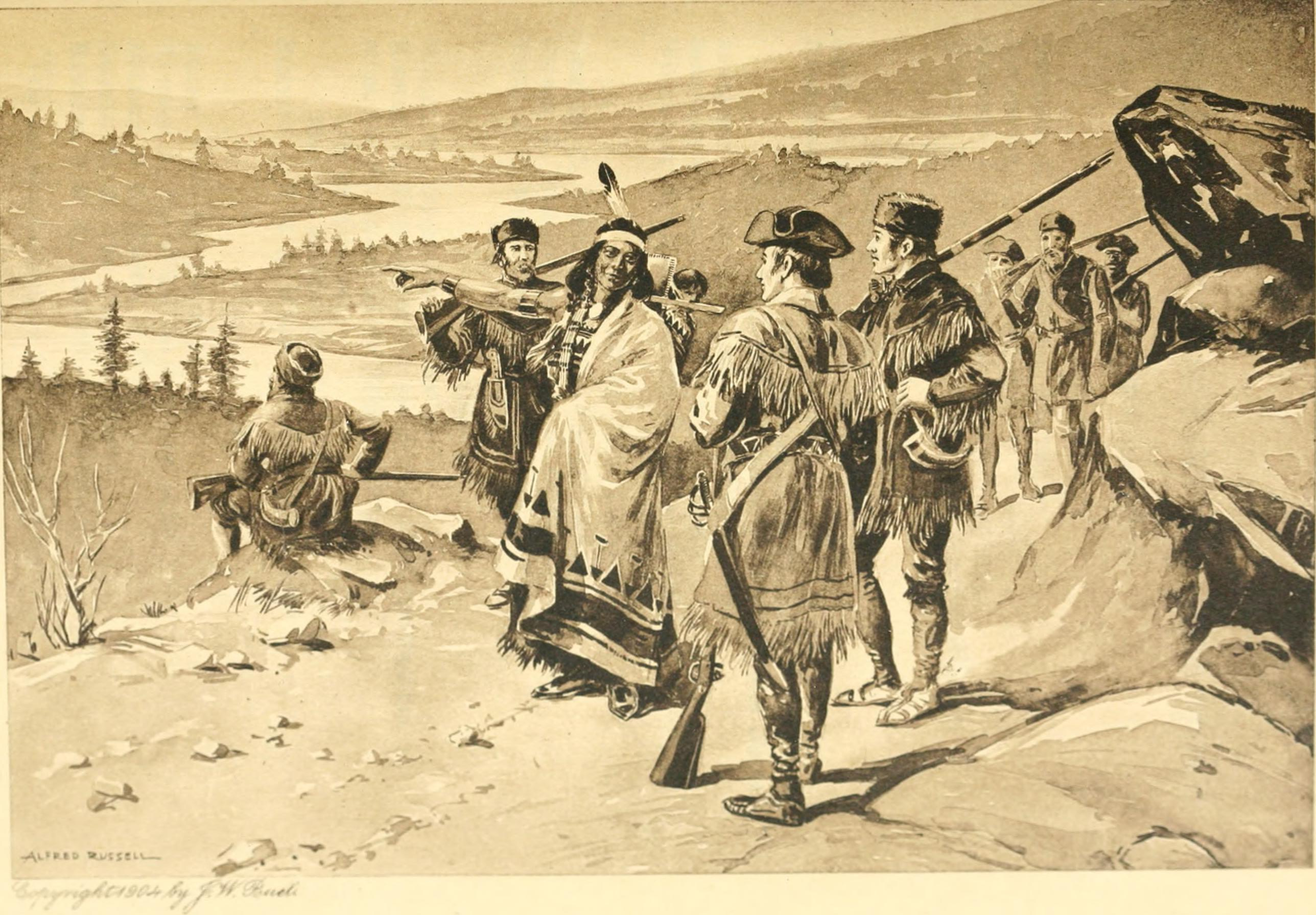
Reproduction de Sacagawea, Lewis et Clark. Congress of Arts and Science (1904), université Washington de Saint-Louis.

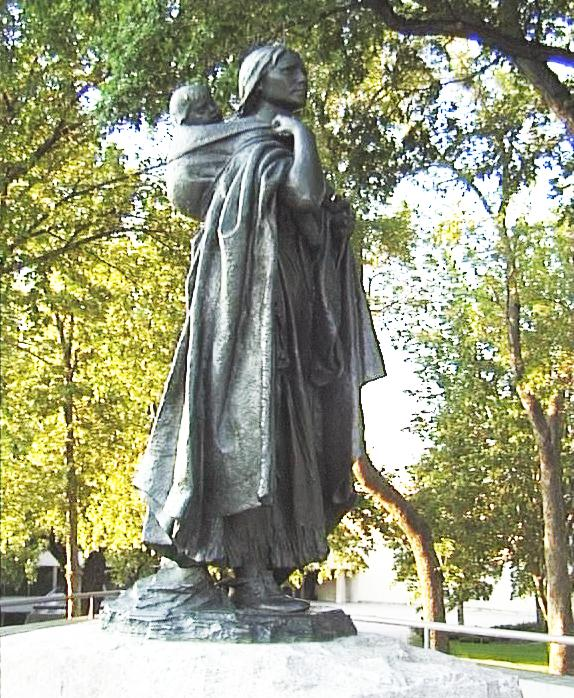
Représentation de Sacagawea portant sur le dos son fils Jean-Baptiste Charbonneau né pendant l'expédition, statue du sculpteur Leonard Crunelle (1872-1944), Bismarck (Dakota du Nord).

1. Capitaine Meriwether Lewis (1774-1809), secrétaire privé du président des États-Unis Thomas Jefferson, est chef de l'expédition. Durant l'expédition, il passa la plupart de son temps sur les rives pour étudier les roches, les sols, les animaux et les plantes.
2. Capitaine William Clark (1770-1838), partage le commandement de l'expédition, bien qu'il fût le second de Lewis. Il restait le plus souvent dans le bateau et réalisa de nombreuses cartes.
3. York (né vers 1770-1832), était l'esclave de Clark.
4. Sergent Charles Floyd (en) (1782-1804), quartier-maître, il meurt de maladie rapidement au début du voyage.
5. Sergent Patrick Gass (en) (1771-1870), premier charpentier, promu sergent après la mort de Floyd.
6. Sergent John Ordway (en) (vers 1775-vers 1817), était responsable des provisions et du récit du voyage.
7. Sergent Nathaniel Hale Pryor (en) (1772-1831), chef de la première escouade.
8. Caporal Richard Warfington (1777-?), a conduit le retour vers Saint-Louis en 1805[13].
9. Soldat John Boley (dates inconnues).
10. Soldat William E. Bratton (1778-1841), servit comme chasseur et forgeron[14].
11. Soldat John Collins (mort en 1823), eut des problèmes de discipline (vol de whisky).
12. Soldat John Colter (né vers 1775-1813), aida à la chasse du gibier.
13. Soldat Pierre Cruzatte (dates inconnues), Français borgne, habile à la navigation et joueur de violon[15].
14. Soldat John Dame (1784-?), tue un pélican.
15. Soldat Joseph Field (vers 1772-1807), frère de Reubin Field, coureur des bois et chasseur.
16. Soldat Reubin Field (vers 1771-1823 ?), frère de Joseph, coureur des bois et chasseur comme lui.
17. Soldat Robert Frazer (?-1837), tint un journal de l'expédition qui ne fut jamais publié.
18. Soldat George Gibson (?-1809), joueur de violon et bon chasseur ; il servit également d'interprète.
19. Soldat Silas Goodrich (dates inconnues), le principal pêcheur de l'expédition[16].
20. Soldat Hugh Hall (vers 1772-?), jugé par la cour martiale avec John Collins pour avoir volé du whisky.
21. Soldat Thomas Proctor Howard (1779-?), également jugé en cour martiale pour avoir montré aux Indiens comment prendre Fort Mandan.
22. Soldat François Labiche (dates inconnues), trafiquant français de fourrures, il servit comme interprète[17].
23. Soldat Hugh McNeal (dates inconnues), fut le premier sur les sources du Missouri.
24. Soldat John Newman (vers 1785-1838), jugé en cour martiale pour des propos incitant à la mutinerie.
25. Soldat John Potts (1776-1808 ?), immigrant allemand et meunier.
26. Soldat Moses B. Reed (dates inconnues), déserteur en août 1804 et exclu de l'expédition.
27. Soldat John Robertson (vers 1780-?), ne participa pas longtemps à l'expédition.
28. Soldat George Shannon (1785-1836).
29. Soldat John Shields (en) (1769-1809), était forgeron, armurier et charpentier. Il fut jugé par la cour martiale avec John Colter, pour mutinerie.
30. Soldat John B. Thompson (dates inconnues), semble avoir été topographe.
31. Soldat Ebenezer Tuttle (1773-?).
32. Soldat Peter M. Weiser (1781-?).
33. Soldat William Werner (dates inconnues).
34. Soldat Isaac White (vers 1774-?).
35. Soldat Joseph Whitehouse (vers 1775-?), servit de tailleur à plusieurs reprises. Il tint également un journal de l'expédition[18].
36. Soldat Alexander Hamilton Willard (en) (1778-1865), était forgeron et seconda John Shields.
37. Soldat Richard Windsor (dates inconnues), chasseur.
38. Interprète Toussaint Charbonneau (1767-1843), trappeur canadien-français, époux de Sacagawea, prépara aussi les repas.
39. Interprète Sacagawea (1787-1812), Amérindienne, épouse de Charbonneau. La connaissance de Sacagawea sur les peuples et les milieux traversés assure pour une grande partie le succès de l’expédition. Elle sauve au moins par deux fois l'expédition d'un échec.
40. Jean-Baptiste Charbonneau (1805-1866), fils de Charbonneau et Sacagawea, né pendant l'expédition.
41. Interprète George Drouillard (vers 1775-1810), expert dans les signes indiens et meilleur chasseur de l'expédition. Lewis n'entreprend jamais une action importante sans être accompagné de Georges Drouillard qui « mérite la plus haute recommandation », notera-t-il dans son journal au retour de l'expédition.

- Le chien Seaman, Terre-Neuve de Lewis.
- Le chien de Clark.

#### En français
: document utilisé comme source pour la rédaction de cet article.
- Jean-Pierre Cartier, Explorateurs et explorations, Paris, Larousse, 1975.
- M. Lewis et W. Clark, La Piste de l'Ouest, Phébus, 2000, 400 p., Poche T. 1 (ISBN 978-2859405694). .
  - M. Lewis et W. Clark, Le Grand Retour, Libretto, 2022, 437 p., Poche T. 2 (ISBN 978-2369147435).
- Michel Chaloult, Les « Canadiens » de l'expédition Lewis et Clark, Sillery, Septentrion, 2003  (ISBN 2894483481).
- Pierre-Jacques Charliat, Le temps des grands voiliers, tome III de Histoire Universelle des Explorations publiée sous la direction de L.-H. Parias, Paris, Nouvelle Librairie de France, 1957, p. 298-301
- Annick Foucrier, Meriwether Lewis et William Clark : La traversée d'un continent 1803-1806, Houdiard Michel, 2005, Collection Biographies américaines  (ISBN 2912673496).
- Hugues Gérard et Royot Daniel, Thomas Jefferson et l'Ouest : L'expédition de Lewis et Clark, Armand Colin, 2005, 160 p. (ISBN 978-2200345136). .
- Pierre Lagayette, Hélène Christol, Frédéric Dorel, François Duban, Thomas Jefferson et l'Ouest : l'expédition de Lewis and Clark, Ellipses Marketing, 2005, Collection Capes/agregation anglais  (ISBN 2729825320).
- Françoise Perriot, Sur les routes de l'Ouest : Sur les traces de l'expédition Lewis et Clark, Le Pré aux Clercs, 2004, 118 p. (ISBN 978-2842281953). .
- Denis Vaugeois, America 1803-1853 : l'expédition de Lewis et Clark et la naissance d'une nouvelle puissance, Sillery, Septentrion (éditions du), 2005, 263 p. (ISBN 978-2894483428, présentation en ligne). .
- Denis Vaugeois, « Contribution des Canadiens français à l’expédition de Lewis et Clark: la mesure d'un continent », sur www.ameriquefrancaise.org (consulté le 3 janvier 2024)
- Tangi Villerbu, Thomas Jefferson et l'Ouest : L'expédition Lewis et Clark, Atlande, coll. « Clefs concours », 2006 (ISBN 978-2912232946).
- Éric Leblanc, Capitaines de l'Impossible : l'Expédition de Lewis et Clark du Missouri au Pacifique (1803-1806), CreateSpace Independent Publishing Platform, 2015, 96 p. (ISBN 978-1517377045). .

#### En anglais
- (en) Stephen Ambrose, Undaunted Courage: The Pioneering First Mission to Explore America's Wild Frontier, Simon & Schuster Ltd, 2016 (ISBN 978-1471160783).
- (en) John Bakeless et Landon Y. Jones, The Journals of Lewis and Clark, Signet, coll. « Reprint », 2011 (ISBN 978-0451531889).
- (en) Robert B. Betts, In Search of York: The Slave Who Went to the Pacific With Lewis and Clark, University Press of Colorado, coll. « édition révisée par Robert B. Betts (2001-02-02) » (ASIN B01K3N19JY).
- (en) Meriwether Lewis et William Clark, Les Journaux de Lewis et Clark, Kessinger Publishing, 2010 (ISBN 978-1169317666).
- (en) Gary E. Moulton, Atlas of the Lewis & Clark Expedition, University of Nebraska Press, coll. « The Journals of the Lewis & Clark. Expedition, Vol. 1 by Gary E. Moulton », 1er juillet 1983 (ASIN B01JXR6DZ6).
- (en) Gary E. Moulton, The Journals of the Lewis and Clark Expedition-Volume 10, University of Nebraska Press, coll. « The Journal of Patrick Gass, May 14, 1804-September 23, 1806 by Meriwether Lewis », 1er juin 1996 (ASIN B01K16HGCW).
- (en) Gary E. Moulton, Lewis et Clark Journals : une épopée américaine de Discovery, Lincoln, University of Nebraska Press, coll. « 2e édition révisée », 2004, 498 p. (ISBN 978-0-8032-8039-7, lire en ligne).
- (en) James P. Ronda, Lewis et Clark Parmi les Indiens, University of Nebraska Press, coll. « Éd. Bicentenaire », 2002 (ISBN 978-0803289901).
- (en) Thomas Schmidt, National Geographic Guide to the Lewis & Clark Trail, National Geographic, coll. « Revised », 2002 (ISBN 978-0792264712).